# Nemoria integra
Nemoria integra là một loài bướm đêm trong họ Geometridae.